# Igreja da Luz de Lagos
A Igreja da Luz de Lagos, também referida como Igreja de Nossa Senhora da Luz, é uma igreja situada na vila e na freguesia da Luz, no município de Lagos, na região do Algarve, em Portugal.
A capela-mor da Igreja da Luz de Lagos está classificada como Imóvel de Interesse Público desde 1944.

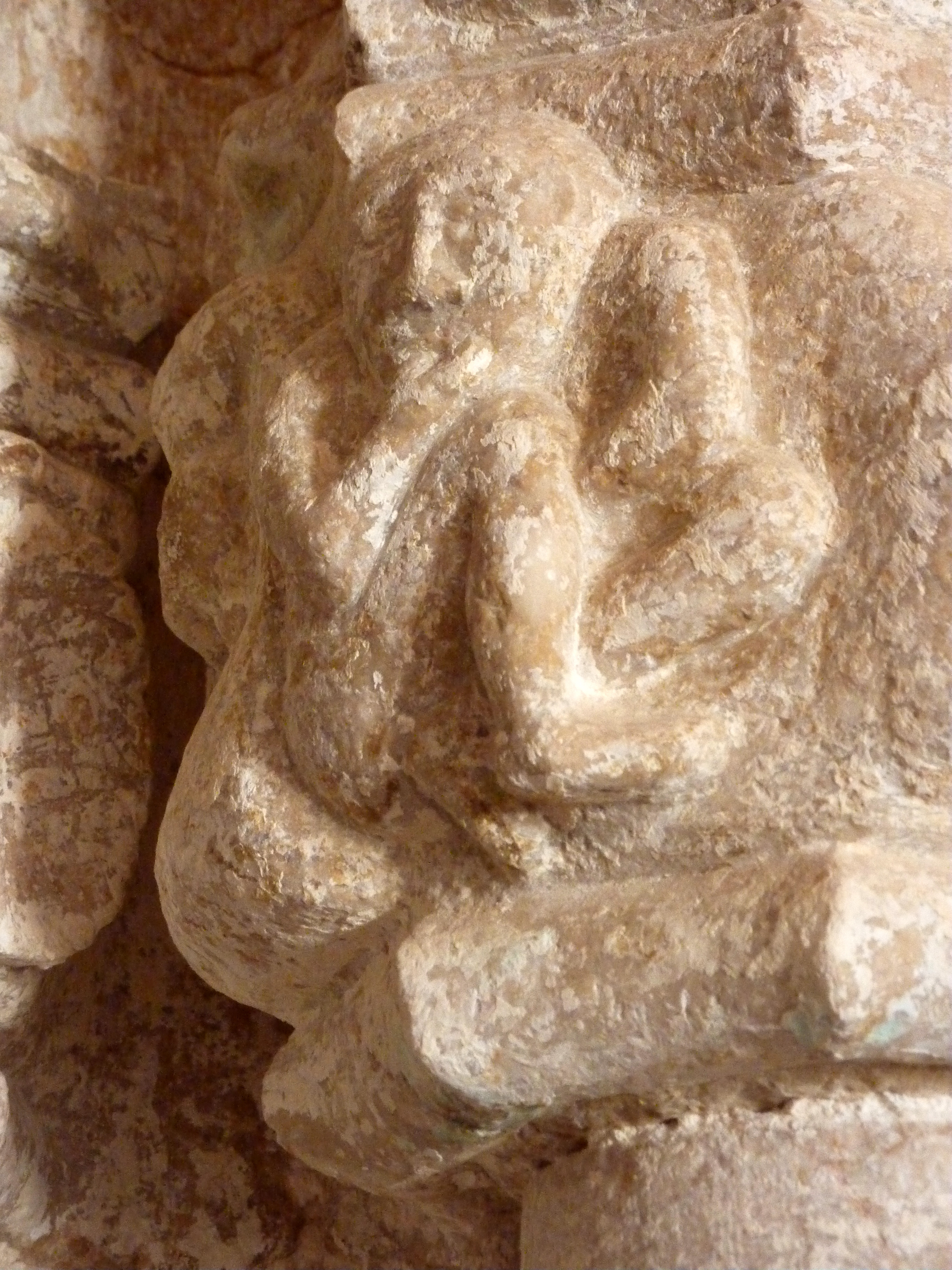
Pormenor da escultura num capitel.

## Descrição
A igreja situa-se no interior da vila, nas imediações do castelo, das ruínas romanas, e da praia. A Norte da igreja encontra-se uma pequena área ajardinada, onde antes era o cemitério. É considerada como um dos mais importantes monumentos religiosos no concelho de Lagos.
O edifício inclui uma torre com relógio. Apresenta uma miscelânea de elementos tardo-góticos, manuelinos e barrocos. O retábulo está decorado com talha dourada setecentista, apresentando as imagens de Nossa Senhora da Luz, ladeada pelas de São Romão e Santo Estêvão. A capela-mor é de três tramos, e possui uma abóbada estrelada com cadeia central e três bocetes ornamentados com medalhões, que é provavelmente a parte mais antiga da igreja que foi preservada.
No interior destaca-se igualmente o zimbório, onde está inscrita a data de 1521 e algumas letras góticas, de significado desconhecido, e uma pia baptismal, de configuração única no Algarve, e que está ornamentada com sete quinas, representando os sete sacramentos. No passado a igreja tinha quatro altares, sendo os das Almas e e de São Pedro no lado direito, enquanto que no lado esquerdo encontravam-se os de Nossa Senhora da Conceição e Nossa Senhora da Encarnação, tendo esta última acolhido durante algum tempo uma imagem da Capela de Espiche, que depois regressou à sua origem. No lado esquerdo também existia um púlpito. A igreja tambem contava com um baptistério e outras divisões na fachada Norte da igreja, que foram destruídas, tendo os seus vestígios sido descobertos durante trabalhos arqueológicos.
Na área da igreja foi descoberto um conjunto de espólio dos períodos romano, moderno e contemporâneo, que é quase totalmente formado por materiais cerâmicos, com algumas peças metálicas e em vidro. O conjunto inclui fragmentos de cerâmica doméstica, faianças, cerâmica vidrada e terracota, sendo o material romano composto por terra sigillata, uma ânfora e cerâmica comum.

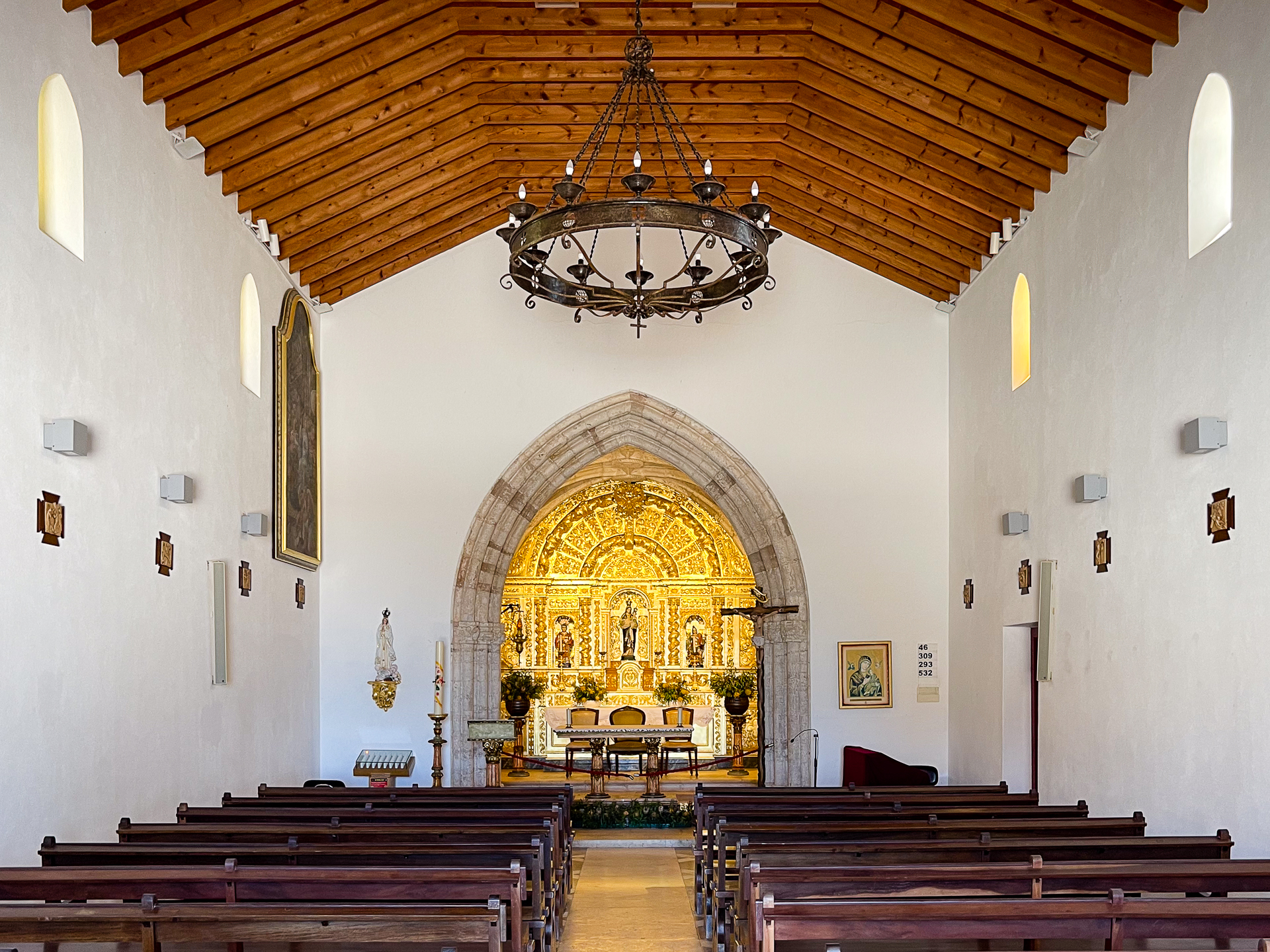
Interior da igreja.

## História
O local onde se ergue a igreja foi ocupado pelo menos desde os finais da época romana, devido à presença de uma estrutura com a tipologia de uma sepultura, na qual foram reaproveitados elementos de outros edifícios, provavelmente oriundos de uma povoação próxima.
O santuário foi construído em data desconhecida, sendo originalmente apenas uma ermida. Segundo a tradição popular, a imagem de Nossa Senhora presente no interior foi resgatada dos mouros que assolavam a baía de Lagos, tendo o monarca reinante ordenado que fosse preservada nesta igreja, que seria protegida por estruturas defensivas em redor e pelo castelo. No zimbório da capela-mor existe a data de 1521.
O edifício da igreja foi muito danificado pelo Sismo de 1755. Em 1874 foi construído o corpo da igreja, obra que foi supervisionada por João Marreiros Neto. A torre foi construída com o apoio das populações locais, que também adquiriram o relógio.
A capela-mor da igreja foi classificada como Imóvel de Interesse Público pelo Decreto n.º 33:587, de 27 de Março de 1944.
Entre Junho e Julho de 2012 a área envolvente foi alvo de trabalhos arqueológicos, devido à planeada construção do Salão Paroquial, tendo sido descoberta uma sepultura tardo-romana, um conjunto de espólio romano, e vestígios do cemitério e de de antigas divisões da igreja. Em 12 de Setembro de 2023, o jornal Barlavento noticiou que estava prevista a realização de obras de restauro na igreja, que iriam abrangir a pintura exterior e o muro envolvente. Esta intervenção iria ser feita pela Fábrica Paroquial da Senhora da Luz, com o apoio financeiro da Câmara Municipal de Lagos, tendo-se integrado na estratégia da autarquia para a preservação dos seus monumentos religiosos, que também incluiu o restauro da Igreja de Santa Maria, no centro da cidade.